# 憑祥駅
憑祥駅（ひょうしょうえき/中国語簡体字：凭祥站/正体字：憑祥站）は中華人民共和国広西チワン族自治区崇左市憑祥市にある中国国鉄南寧鉄路局が管轄する駅である。南寧駅とハノイ近郊のザーラム駅を結ぶT8701/8702次列車の停車駅にもなっている。

## 隣の駅
中国国鉄
湘桂線
憑祥北駅 - 憑祥駅 - 隘口駅